# Serge Costals
Pas d'image ? Cliquez ici

a Compétitions nationales et continentales officielles uniquement.

b Matchs officiels uniquement.
Serge Costals, né le 24 juin 1959, est un joueur de rugby à XIII dans les années 1970, 1980 et 1990. Il occupe le poste de centre, de demi d'ouverture ou d'arrière.
Il effectue la majeure partie de sa carrière au sein du club de Saint-Estève avec lequel il remporte le Championnat de France en 1990 ainsi que le titre de la Coupe de France en 1987.
Fort de ses performances en club, il est sélectionné à une reprise en équipe de France le 6 décembre 1981 contre la Grande-Bretagne.

## Palmarès

### En rugby à XIII
- Collectif :
  - Vainqueur du Championnat de France : 1990 (Saint-Estève).
  - Vainqueur de la Coupe de France : 1987 (Saint-Estève).
  - Finaliste du Championnat de France : 1982 (Saint-Estève).
  - Finaliste de la Coupe de France : 1986, 1988 et 1990 (Saint-Estève).

#### Détails en sélection
| 1. | 6 décembre 1981 | Grande-Bretagne | 0-37 | Test-match | Centre | - | - | - | - |